# Поліестеровий костюм

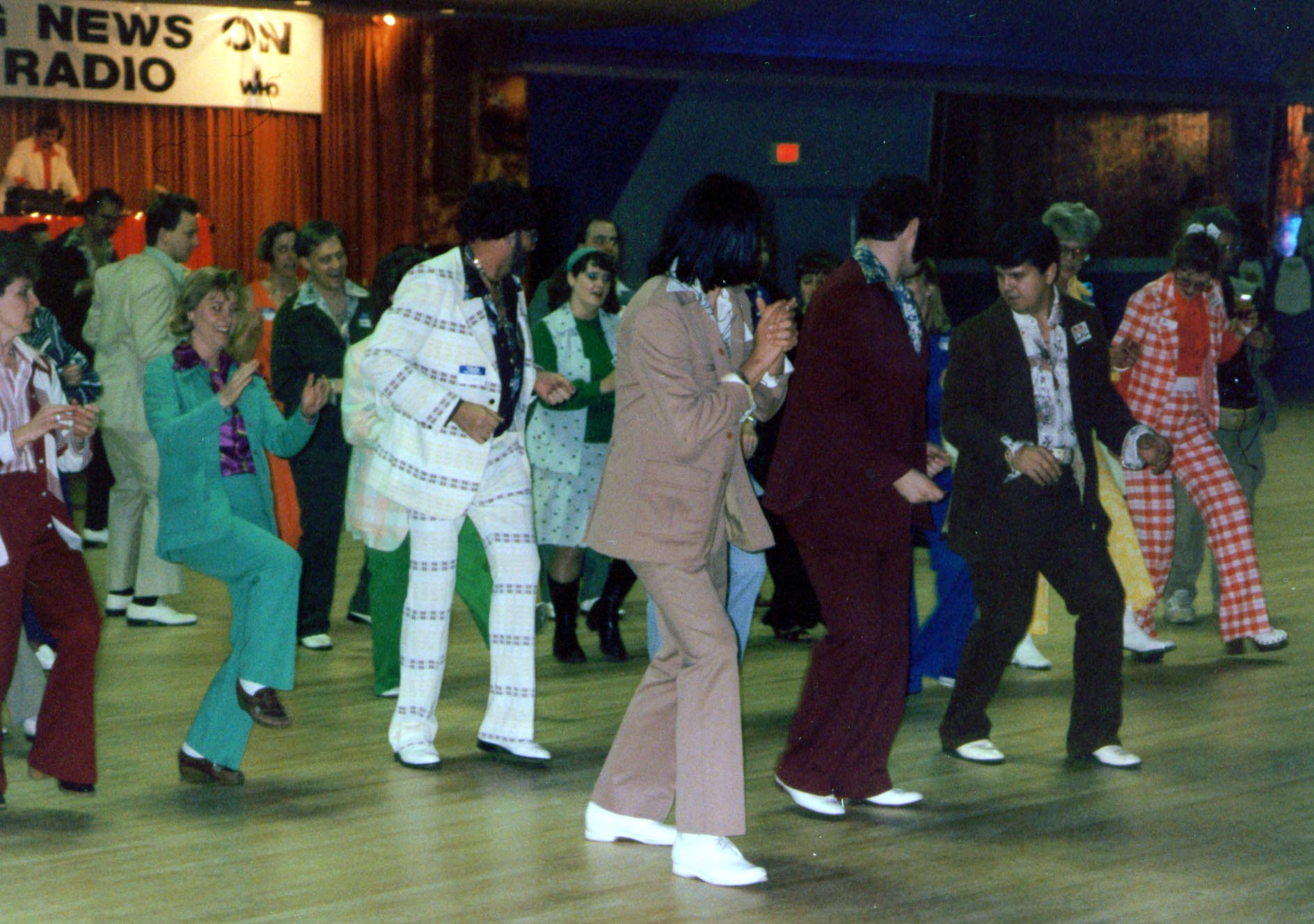
З'їзд любителів поліестерових костюмів - «Leisure suit convention»

Поліестеровий костюм (англ. Leisure suit; костюм для дозвілля, вихідний костюм) - це модний в 1970-ті роки покрій костюма, що складається з схожого на сорочку піджака і аналогічних штанів , часто білого кольору. Матеріал костюма зазвичай являв собою двухфонтурний поліестер, але не всякий одяг, зроблениц з поліестеру, може бути названий «поліестеровим костюмом». Сам покрій зустрічався і раніше в 70-х і навіть до цього, але популярним став тільки коли безпрецедентна дешевизна матеріалу з'єдналася з культурою, не визнавала формалізм (що збіглося з винаходом і популяризацією синтетичних матеріалів).
В одному з телевізійних рекламних роликів в 1975 році питалося: «Чи може посадова особа надіти на роботу те ж саме, що він одягне на гру? Чи може адвокат зустрічатися з клієнтом, одягнувшись так само, як і клієнт? Чи може "білий комірець" працювати з розстебнутим комірцем?». Потім ролик відповідав на власне запитання: «Так! Завдяки революції поліестерових костюмів». Піком популярності поліестерових костюмів був 1978 рік, незабаром після цього вони повністю вийшли з моди і тепер часто сприймаються як ознака бідності і бажання виглядати краще, ніж людина може собі дозволити.

## Див. Також
- Диско (стиль одягу)
- Leisure Suit Larry